# Alfabet bretoński
Alfabet bretoński – alfabet oparty na alfabecie łacińskim, służący do zapisu języka bretońskiego. Składa się z następujących liter:
A, B, Ch, C'h, D, E, F, G, H, I, J, K, L, M, N, O, P, R, S, T, U, V, W, Y, Z, Zh